# Eotetranychus strychnosi
Eotetranychus strychnosi är en spindeldjursart som beskrevs av Meyer 1974. Eotetranychus strychnosi ingår i släktet Eotetranychus och familjen Tetranychidae. Inga underarter finns listade i Catalogue of Life.